# Idiosepius biserialis
Idiosepius biserialis är en bläckfiskart som beskrevs av Voss 1962. Idiosepius biserialis ingår i släktet Idiosepius och familjen Idiosepiidae. Inga underarter finns listade i Catalogue of Life.